# Lindy Rodwell
Pour les articles homonymes, voir Rodwell.
Lindy Rodwell van Hasselt, née le 13 février 1962 à Johannesbourg, est une zoologiste sud-africaine, engagée dans la préservation des  grues de l'Afrique subsaharienne, notamment des  grues de paradis, des grues royales, et des grues caronculées en danger d'extinction.

## Biographie
Lindy Rodwell effectue des études supérieures en zoologie et en pédagogie  à l’Université du Cap, puis un stage de plusieurs mois du sein de l’International Crane Foundation à Baraboo, dans le Wisconsin, aux États-Unis.
Elle travaille ensuite dans un parc d'oiseaux en Afrique du Sud, au Cap.  Puis elle crée une entreprise de céramique. Elle déménage à Addo, puis à Johannesbourg. Elle s’implique en parallèle, en 1991, dans la politique de conservation de la vie sauvage. au sein d’une organisation sud-africaine non gouvernementale se consacrant à ces sujets, le Endangered Wildlife Trust (EWT). Trois ans plus tard, elle crée et devient la coordinatrice d’un groupe de travail sur la grue sud-africaine, le South African Crane Working Group , sous les auspices de EWT,.
Une grue, l’Anthropoides paradiseus est l'oiseau national de son pays. Cette grue, ainsi que  la grus carunculata ont à l’époque une population en déclin. Grâce à ses efforts et à son travail de sensibilisation et d’échanges avec les propriétaires fonciers, les agriculteurs, les éleveurs, les travailleurs agricoles, les éducateurs, une amélioration se dessine en Afrique du Sud. Cependant, au-delà des frontières de l'Afrique du Sud, ces oiseaux vivent également dans dix pays: la Namibie, le Botswana, le Zimbabwe, le Mozambique, le Malawi, la Zambie, la Tanzanie, l'Angola, l'Éthiopie et la République démocratique du Congo. Chacun a ses dangers particuliers pour ces espèces.  À la fin de l’an 2000, elle consacre désormais son temps à un projet transfrontalier africain, le programme African Wattled Crane, focalisé sur la grue caronculée.  Cet animal est sur la liste rouge de l’Union internationale pour la conservation de la nature, et en voie d'extinction en Afrique. La plus grande des grues d'Afrique, et la plus dépendante des zones humides, est sensible à la moindre altération de son habitat. Ce travail lui vaut le prix Rolex en 2002,.

## Récompenses et distinctions
- 1999 : Lauréate du Whitley Gold Award ;
- 2002 : Lauréate du Whitley Continuation Award ;
- 2002 : Une des lauréates du Rolex Awards for Enterprise.